# Aşağıbudak
Aşağıbudak ist ein Dorf (Köy) im Landkreis Çemişgezek der türkischen Provinz Tunceli. Im Jahre 2011 lebten in Aşağıbudak 48 Menschen.